# Mihai Baltă
Mihai Baltă este un fost deputat român în legislatura 2000-2004 și în legislatura 2012-2016 ales în județul Botoșani pe listele partidului PSD. În legislatura 2000-2004, Mihai Baltă a fost membru în grupurile parlamentare de prietenie cu UNESCO, Republica Columbia și Regatul Hașemit al Iordaniei iar în legislatura 2012-2016 el a fost membru în grupurile parlamentare de prietenie cu Regatul Suediei și Republica Slovacă.
Mihai Baltă este inginer de electrotehnică și maestru de șah.